# Ивановское (п/о Ананьино)
В Арефинском сельском поселении есть три деревни с таким названием. Наиболее крупная из них Ивановское (38 км), находится вблизи центра сельского поселения Арефино, Ивановское (53 км) находится в северо-восточной части поселения и обслуживается почтовым отделение Починок-Болотово. Эта статья о деревне, расположенной на юге сельского поселения и обслуживаемого п/о Ананьино.
Ивановское (в документах администрации для отличия других деревень с таким же названием — Ивановское (46 км)) — деревня Арефинского сельского поселения Рыбинского района Ярославской области.
Деревня расположена на небольшом поле, окружённом лесами, к югу от центра сельского поселения села Арефино. На расстоянии около 1 км к северо-западу от Ивановского стоит деревня Долгий Луг, а на таком же расстоянии к юго-востоку — деревня Поповское. Через них проходит просёлочная дорога, которая в северо-западном направлении выходит к деревне Локтево, от которой на северо-восток по берегу ручья Пелевин до деревни Ананьино идёт дорога, основная магистраль, связывающая этот район с внешним миром .
Деревня Ивановская обозначена на плане Генерального межевания Рыбинского уезда 1792 года.
На 1 января 2007 года в деревне Ивановское не числилось постоянных жителей . Почтовое отделение, расположенное в деревне Ананьино, обслуживает в деревне Ивановское дома.